# لوادی
لوادی (به لاتین: Loudi) یک شهر مرکزی در جمهوری خلق چین است که در هونان واقع شده‌است.

## خصوصیات
لوادی ۸٬۱۱۷ کیلومترمربع مساحت و ۳٬۷۸۵٬۶۲۷ نفر جمعیت دارد.